# Hivern nuclear
L'hivern nuclear és una condició hipotètica del clima global que es creu possible després d'una guerra nuclear a gran escala. Es pensa que un temps violentadament fred pot ser causat per la detonació d'un elevat nombre d'armes nuclears, especialment sobre objectius inflamables com les ciutats, on grans concentracions de fum i sutge podrien ser injectades a l'estratosfera de la Terra. El terme també s'aplica a un dels efectes posteriors a l'impacte d'un asteroide o d'una erupció d'un supervolcà.